# Villacid de Campos
Villacid de Campos es un municipio y localidad española de la provincia de Valladolid en la comunidad de Castilla y León.

## Geografía
Villacid de Campos está enclavado en una zona de gran riqueza medioambiental, ya que se encuentran las lagunas de Villafáfila a escasos kilómetros, gran variedad de aves autóctonas, y más en la zona norte las médulas de León, de gran interés en la comunidad. El clima es continental, el mes más caluroso es julio con una temperatura media de 35 grados y el más frío enero, con una temperatura media de -4 grados.
El municipio está atravesado por el río Navajos, también conocido como arroyo Bustillo o Ahogaborricos, afluente del Valderaduey.
Parte de su término municipal está integrado dentro de la Zona de especial protección para las aves denominada La Nava - Campos Norte perteneciente a la Red Natura 2000.

## Geografía humana

### Demografía
Cuenta con una población de 82 habitantes (INE 2024).
| Gráfica de evolución demográfica de Villacid de Campos entre 1842 y 2021                                                                                      |
| |
| Población de derecho según los censos de población del INE Población de hecho según los censos de población del INEEn este censo se denominaba Villacid: 1842 |

| 115                       | 112 | 116 | 122 | 117 | 113 | 104 | 103 | 108 | 93 | 93 | 86 |
| (Fuente: INE [Consultar]) |     |     |     |     |     |     |     |     |    |    |    |

NOTA: La cifra de 1996 está referida a 1 de mayo y el resto a 1 de enero.

### Economía
La principal actividad de sus habitantes es la agricultura y la ganadería.

## Administración y política
| Mandato   | Nombre del alcalde         | Partido político |
| --------- | -------------------------- | ---------------- |
| 1979–1983 | Dionisio Fernández Sánchez | UCD              |
| 1983–1987 | Dionisio Fernández Sánchez | AP               |
| 1987–1991 | Dionisio Fernández Sánchez | AP               |
| 1991–1995 | Dionisio Fernández Sánchez | PP               |
| 1995–1999 | Dionisio Fernández Sánchez | PP               |
| 1999–2003 | Dionisio Fernández Sánchez | PP               |
| 2003–2007 | Jesús Pardo Mañueco        | PSOE             |
| 2007–2011 | Rafael Álvarez Torres      | PP               |
| 2011–2015 | N/D                        | N/D              |
| 2015–2019 | N/D                        | N/D              |
| 2019-2023 | Rafael Álvarez Torres      | PP               |
| 2023-     | Yolanda del Agua Burgos    | PP               |

## Monumentos y lugares de interés

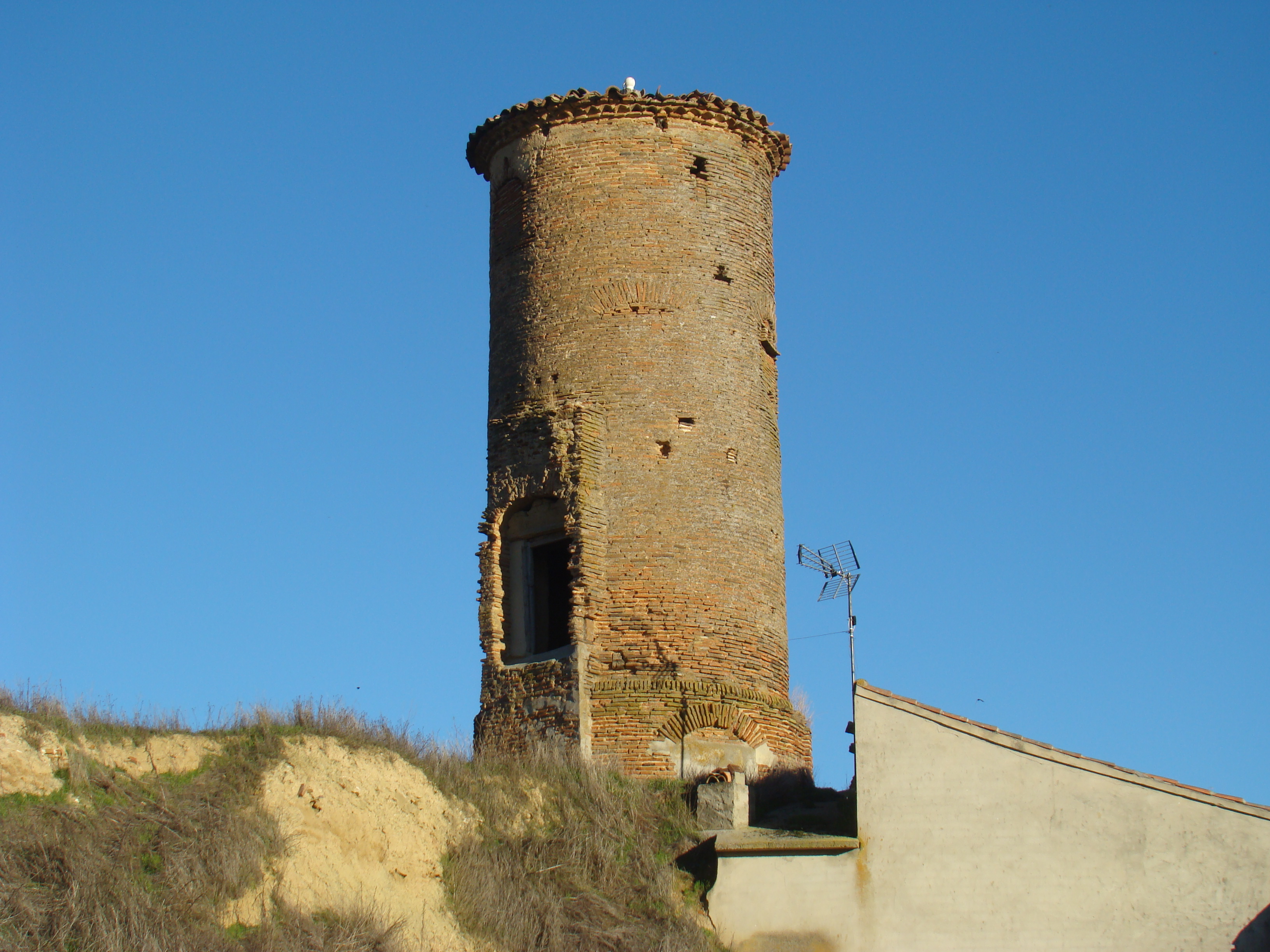
El Cubo

- Iglesia de Santa María La Nueva: edificada en el siglo XVI, de estilo gótico, con tres naves, construida en ladrillo y cabecera de sillería. Cuenta con un torreón, circular del siglo X que servía como refugio y defensa, debido a la fuerte oscuridad en su interior que dificulta su subida. Hay una inscripción en la que se puede leer que la mandó construir el mayordomo de Carlos V.
- Ermita de Nuestra Señora de Bustillino: situada en la carretera de Ceinos, es un edificio construido en el siglo XVIII de estilo barroco, con tapial, una sola nave y techo plano.
- Palacete de Francisca Armendia: del siglo XV, perteneció a la acaudalada familia Armendia, de la zona norte de España. Su escudo puede ser contemplado en la fachada.
- Torreón de Villacid de Campos o El Cubo: construcción de ladrillo de planta circular, único testimonio de lo que fue una antigua fortaleza. Es posible que date del siglo XI o XII, ya que se atribuye a una antigua fortaleza que fue derruida y que perteneció a Rodrigo Díaz de Vivar, El Cid Campeador. Hoy solo queda en pie dicha torre, y es más conocida por el nombre de El Cubo.

## Cultura

### Fiestas
- 3 de febrero: San Blas.
- 15 de mayo: San Isidro.
- Primer sábado de agosto, comida popular en la fuente.
- 8 de septiembre: festividad de la Virgen de Bustillino.
- 9 de septiembre: romería hasta la ermita de la Virgen de Bustillino

## Personalidades
- Alejandro Díez Blanco (Villacid de Campos, 1894-1967), eminente filósofo. Doctor en Filosofía con la tesis Filosofía del lenguaje (1923). Tuvo como compañeros de estudios a personalidades eminentes como Juan Negrín, Gabriel León Trilla, Javier Zubiri, Salustio Alvarado y Eugenio Montes.[7]